# 星光少女 極光之夢
《星光少女 極光之夢》英語：(Pretty Rhythm Aurora Dream)為日本玩具廠商Takara Tomy、Syn Sophia與南韓孫悟空玩具公司聯合製作的女性向跨媒體製作專案中的其中一套動畫。在日本本作於2011年4月9日開始播映。而海外方面，香港於2012年1月10日開始在翡翠台播映。台灣以「星光少女」的名義於東森幼幼台播出，並歌曲中文化。中國就由得到東京電視台正式授權的土豆網於2011年12月起進行播放。

## 概要
Takara Tomy和韓国的玩具製造商——Sonokong在2011年1月開始基於商業聯盟製作。但是，過去Takara Tomy前身的公司——TAKARA和Sonokong共同投資製作的『爆旋陀螺 Beyblade』系列和『爆球Hit！轟烈彈珠人』等工作人員包含在內的日韓合作体制中，主要工作人員是全部出自日本的。
日本在2011年4月9日至2012年3月31日，東京電視系和BS JAPAN播放。當初是由2011年4月2日開始預定播放的，3月11日發生東日本大震災的影響因此延遲了一週（即4月9日開始）播放。還有，話數一直公告「全54話」，播放開始編定12月31日播放完結的影響，實際播放與當初發表話數時少了3話，全51話。
三人組的聲優組合——「LISP」主角三人的配音員共同演出主題曲、2011年7月的LISP活動完結後三人繼續演出劇中組合——「MARs」名義的活動。通常場地是以2D繪畫的，跳舞場地是以3DCG繪畫的。第12話中故事的脈絡、其他重要人物的台詞有些並不是Silhouette描繪的。
橫濱市西區和中區成為本作的主要舞台、置地大廈中心的紅磚倉庫（第6、14、30話）與中華街（第3話）、山下公園（第9話）全部皆是港未來21地區與關內、櫻木町一帶的風景，這些地點在動畫中頻繁地顯示。在2011年7月23日播放的第16話，真實存在於元町商店街的店鋪在這話登場，實行了實景的Collaboration。

## 故事大綱

### 動畫版
新形態的溜冰競技比賽，結合「花式滑冰」、「時裝配搭」、「歌舞」三大元素的星光時尚秀（Prism Show）。演出「Prism Show」的都是受大眾崇拜的偶像星光舞者（Prism Star），許多少女舞者以某天能站在星光女姓界最高點星光天后（Prism Queen）為目標，一直努力不懈地練習。
就讀中学2年級學生喜歡打扮的少女春音艾菈（另譯春音爱良）在幫她的父親購買蛋糕材料的途中經過附近的時裝店，在未經店員允許之下為模特兒娃娃進行漂亮改裝（Pretty Remake）時被専業培訓星光舞者的藝能事務所・Pretty Top（プリティートップ）的青年經理瀧川純所發掘。因為人氣讀者模特兒高峰美音在她首次星光舞者出道表演時失蹤，因此阿純決定由艾菈代替美音表演。起初艾菈對運動方面完全沒信心，但是阿純告訴艾菈說出「星光跳躍是心靈的飛躍。星光跳躍與運動完全沒有關係」的激勵話，讓艾菈靠著她的天生時裝感能順利跳出星光跳躍。因此艾菈跟天宮旋（另譯天宮律舞）與美音一起以十二年前傳說的星光天后・神崎曲(神崎其方)以夢幻般飛舞的跳躍・極光騰躍的目標對未知的星光舞者舞台踏出第一步。

### Ciao版
因父親轉職而後來搬到横濱的中學2年級生・南梨芙蕾雅，在名牌商店・Prism Stone裏面遇見星光舞者新人艾菈，因為大家同樣對時裝感到興趣，因此成為好朋友。就在這時，人氣甚高的男子星光舞者組合・Callings的隊長兼任Prism Stone的服裝設計師阿尚推薦她參加Prism Stone舉行的服裝設計比賽應征。之後在星光天后盃即將來臨，艾菈、小璇與美音正要以星光天后為目標，跟她們的勁敵SERENON with K的城之內莎莉娜與藤堂花音在星光舞者舞台中展開多次對決與表演星光時尚秀，當一名從俄國來的神秘女性帶著迷樣少女久里須要來到日本，促使這場星光天后盃的對決變得更加激烈。
在動畫中，於第31話作為客人角色登場的是芙蕾雅（声 - 福原香織），這一話的內容是基於漫畫的第2 - 4話所改成的。不過在動畫中的服裝設計比賽結果與漫畫的設計完全不同。

## 人物介紹

### MARs
以美音（MION）、艾菈（AIRA）、小旋（RIZUMU）三人英文名字開頭取名出道的新組合，為結合舞蹈和唱歌的表演團體，在社長阿世知今日子與經紀人瀧川純見證之下正式組合演藝界出道。根據第23話描述，社長阿世知安排MARs在大屋的♥TV電視台的最熱門的節目Go！Go！Callings表演，MARs在Callings進行各種訪問及獨木橋對抗賽中對抗響、莎莉娜與花音，最後是MARs團隊獲得勝利，並在電視台首次表演新歌「熊熊燃燒的炙熱之心」獲得大眾好評，社長阿世知得知電視台告知MARs下次有出場機會，希望MARs有機會繼續登台表演及Callings主持。
春音艾菈（Harune Aira，配音員：阿澄佳奈（日本）；鄭可欣（台灣）；劉惠雲（香港））
代表顏色：  粉红色
故事主角之一，星光天后。第一季時為14歲，第二季時則是18歲。1997年9月3日出生（跟小旋同年同月同日生），處女座，血型O型。
於第1集出場。不擅長運動，個性內向。腦筋靈活，不論遇到何種困難都能夠克服，但個性優柔寡斷。有顆非常體諒他人的心，所以看到別人的遭遇或是自己不慎犯錯就會哭泣，可是有時說話過於直接，一針見血（於第11、44集可看到）。
口頭禪是「Happy Lucky」。
由於突發的意外事件和小旋一起以星光天后為目標而努力，是知道神崎曲是小旋的親生母親的其中一人。
不管什麼時候都能夠轉換心情，渡過難關的少女。不擅長運動，剛開始連做簡單的旋轉都會摔倒，連走平坦的道路都不時的跌倒。擁有開朗積極的性格，對時尚很有興趣、超級喜歡打扮，憧憬著自己成為雜誌上模特兒的讀者。夢想是穿著由自己親手設計的服飾站在華麗的舞台之上跟美音一樣受到歡迎。
對於時尚的事情瞭若指掌，可是對於星光時尚秀的事情卻缺乏常識。不過只要傾聽衣服的聲音就可以跳出星光跳躍。
家裡經營一家蛋糕店，雙親都是糕點師，對於家人而言是要繼承家裡的蛋糕店的，所以起初父親無法接受自己接觸星光時尚秀。不過後來因自己的想法有所改變。有一個弟弟和一對雙胞胎妹妹。最後經由阿世知社長的協助下與小旋、美音兩人組一個團隊出道，第一次上Callings節目時因踩到美音的腳後跟而跌倒。
第1集因聽見衣服的聲音而太過興奮做出鮮果跳躍，可是事後因為緊張平衡感失調與沒站穩直直滑向尚而被他給接住。後來每次遇到尚都會心跳，非常喜歡尚做的設計。
第2集與小旋成為朋友，為小旋配搭出最可愛的造型，從而令小旋成功跳出星光跳躍。
第7集因美音的關係與小旋鬧翻但最後和解。
第20集與小旋一起參加夏季天后盃，後來被莎莉娜和花音說自己和小旋的組合有弱點。
第25集與小旋和美音說好小旋的母親是神崎曲和小旋跳出極光騰躍都要保密。
第26集與小旋和美音一起製作星光料理。
第27集與小旋、美音及莎莉音到海邊找心之海豚，之後幫心之海豚找回牠的家人。
第29集成功跳出MARs新的跳躍動作。
第34集時曾經因為尚和電影明星娜娜傳出緋聞關係感到很心痛，後來從尚得口中得知真相後化解誤會，更是知道尚仍然喜歡自己。
第35集與小旋和美音在武道館開演唱會。
第36集不知道小要是對手，便在小要面前表演純潔水晶高跟鞋盃的舞蹈和表演服，直到聽從莎莉娜和花音的口中得知真相，37話因為上一集的事感到很自責一度跳不出星光跳躍，後來受到小旋與美音的安慰下重新振作起來，順利跳出星光跳躍。
第44集時告訴尚決定要挑戰極光騰躍時被他給抱住，後來接受尚給予的項鍊「婚禮之淚滴」當情人節禮物。
第46集聽聞小旋因壓力下而黑化下決定幫她清醒過來，在對決時因受小旋跳出黑暗極光騰躍而一度被波及，後來在小旋快被拉進黑暗世界時與美音一起將小旋給救回來。
第50集完成「極光騰躍 美夢成真」並帶動所有人一起跳極光騰躍。分數超過大賽最高克拉（她在星光天后盃取得分數是無法顯示的）成為「星光天后」（Prism Queen）。
比起星光少女第三部的女主角彩瀨鳴，比賽的成績都比較好。
於姊妹作星光樂園中為SAINTS的其中一位成員。
在星光頻道的第118話再次登場。
天宮旋（Amamiya Rizumu，配音員：原紗友里（日本）；謝佼娟（台灣）；羅杏芝（香港））
代表顏色：  天空藍
故事主角之一，第一季時為14歲，第二季時則是18歲。1997年9月3日出生，處女座，血型A型。
於第1集出場。是一個充滿自信的強勢少女，一開始性格似乎有點冷漠後來很活潑，母親是前任星光天后神崎曲，與艾菈不同之處是運動神經非常發達。對時尚流行的相關話題較為興趣缺缺，恰巧與艾菈的個性相反。但卻也是跟艾菈最合得來的好朋友。
口頭禪是「心靈充電」。手上的泰迪熊安迪是母親留給自己的。夢想是成為像母親一樣的星光天后，與憧憬著美音的艾菈及美音經過交流互相坦誠心扉後組成一個團隊，第一次上callings的節目時因太緊張而與艾菈相撞。
對時尚只有少許幾乎可以忽略不計的觸覺，非常喜好甜食和肉，只要見到甜食和肉，就算再沮喪也會馬上就變得精神充沛，但口頭上卻是一直喊著肉。
喜歡阿響，很容易臉紅。
第1集在時裝店外差點與艾菈相撞而作出旋轉的動作以免撞到艾菈，此事給正在找美音的阿純看見代替缺席表演的美音成功跳出星光跳躍。
第2集與艾菈成為朋友並成功跳出星光跳躍。
第3集得到貝貝這隻吉祥物（老師），並且得到星光時尚秀收納提盒和愛心隨身聽到餐廳去學習。
第4集首次與Callings接觸，被響弄至臉紅。
第7集因美音的關係與艾菈鬧翻，在表演星光時尚秀時多次跳不到星光跳躍，後來艾菈的出現便成功跳出星光跳躍。
第8集因長期參加星光時尚秀令學業成績變得不理想，因此受社長的要求下要參加補考，經過Callings（主要是渡）的幫助下用跳舞的方法來溫習在補考中合格度過危機。
第19集因不能參加夏季天后盃而感到傷心。
第20集與艾菈一起參加夏季天后盃，後來被莎莉娜和花音說自己和艾菈的組合有弱點。
第24話花音提及每月響也會到關西探望花音、有時響每天也會打電話給花音。花音約響在她表演星光時尚秀後一起到綠茶冰店約會。起初誤會花音就是響的女友。後來和花音互相對峙提到自己在東京可以隨時見到阿響，後來和與阿響有個祕密地方激怒花音，聽聞花音的星光跳躍全是阿響所教導的，在跟花音的對決中落敗後從阿響的口中得知花音其實是他的妹妹後便化解誤會。表演後因花音被莎莉娜強行拉走於是便和艾菈、美音和響四人一起吃綠茶冰。
第25集嘗試跳極光騰躍卻失敗所幸被純所救，事後跟美音和艾菈說好自己的母親是神崎曲和自己跳出極光騰躍的事都要保密。自此被禁止在私底下練習跳極光騰躍直到有足夠的實力時再跳。
第26集與艾菈和美音一起製作星光料理。
第27集與艾菈、美音及莎莉音到海邊找心之海豚，之後幫心之海豚找回牠的家人。後來莎莉娜扮成鯊魚打算捉心之海豚時，因想保護海豚而鼓起勇氣與「鯊魚」（莎莉娜）打鬥將她給打暈後才知道真相，後到黃昏但仍未找到海豚的家人，從純的建議表演出好的Prism Show便可令海豚留下美好回憶（事實上，純並沒直接說，只是靠美音「翻譯」給小旋聽）。在表演完星光時尚秀後順利找到海豚的家人，是後這個行動後來在節目的名稱改成「MARs特備節目」。
第29集因尤莉的關係與美音鬧翻，後來因尤莉的幫助下重新跟美音和解成功跳出MARs新的跳躍動作。
第30集在鬼屋裡戴的南瓜頭嚇到美音。
第35集與艾菈和美音在武道館開演唱會。
第42集參加冬季白雪盃，在比賽時看見小要在跳母親的舞步便得知她的教練是自己的親生母親。在跳躍時看見在觀眾席上的父親和一位金髮女性（母親）不慎保持平穩而敗給小要，比賽後立刻追上自己的母親並且拿安迪給她看(但母親卻不知道自己的身分)。之後安慰爸爸即時使自己跳出極光騰躍也不會消失，翌日便決定到阿慧教練的家學習極光騰躍。
第43集在阿慧教練問自己是否準備婚紗造型時便聯想到可以自己的實力得到靠晶瑩純白婚紗。後來花音說只要在水族館盃中勝出便可得到「晶瑩純白婚紗」Prism Stone(但條件是如果輸掉比賽便要和阿響分開)。即時在花音出場表演後仍然很緊張，但因阿響的鼓勵下恢復勇氣在水族館盃中獲勝。
第44集在跟響打電話聯絡時完全沒有專注練習跳極光騰躍，在情人節時被阿慧教練給斥責番，後來跟阿響說自己可能不會再去跟他見面並專心練極光騰躍的事後就流著淚離開。
第46集因為練習過頭變得黑化到對艾菈產生妒忌，然後在跟艾菈展開對決中跳出黑暗極光騰躍差點讓自己拉進黑暗世界，所幸被艾菈與美音救出不久恢復神智並且說出自己的真心話。
第48集跳出極光騰躍得知母親的過去，並且知道母親還是深愛著自己並在跳躍時偶然發現安迪胸前掛的是自己的父親曾給母親的Prism Stone「銀白編織舞靴」。
第49集為自己的母親完成「極光騰躍」並且留住她，卻因在表演途中離開因此被取消參賽資格。
第50集因艾菈跳出的「極光騰躍 美夢成真」時與美音一起跳出極光騰躍，在艾菈成為「星光天后」（Prism Queen）後也相繼成為「星光天后」。
第51集一家人團聚變成小要的繼姐和響成為戀人，之後和雙親、小要、莎莉音、社長和響一起吃晚餐。
高峰美音（Takamine Mion，配音員：片岡梓（日本）；傅其慧（台灣）；鄭麗麗（香港））
代表顏色：  红色・  黑色，  紫色
故事主角之一，第一季時為15歲，第二季時則是19歲，MARs裡年紀最大的。1997年3月3日出生，雙魚座，血型B型。
出生於 阿根廷首都布宜諾斯艾利斯，是一個時尚雜誌的業餘的模特兒，其專長為舞蹈與流行歌曲演唱，跟艾菈一樣愛好流行，為求自我的突破而踏入成為星光舞者之路。無論在舞蹈、時尚的品味、歌唱能力都相當出色，擁有非常優秀的唱歌才華，有點高傲（後來有改）。口頭禪是「美音 Switch on」。
初中三年級學生，大於艾菈和小旋半年，因為父母的工作十分忙碌所以很早學會獨立。
性格冷酷，有自己的原則很會變通，說話時一針見血與口不對心，不承認自己重視對方。剛開始是從雜誌的模特兒出道開始不斷發展下成為有人氣的模特兒並且在世界各地的時裝秀的特邀模特，但很怕黑與妖怪之類的東西，曾在萬聖節時被小旋戴的南瓜頭給嚇到。
起初不太接受艾菈和小旋還一度擺佈她們，在艾菈和小旋在雙人比賽中落敗後才得知是自己的任性所造成的，但之後通過與小旋、艾菈交流後互相坦誠心扉並組成團隊（MARs）。
喜歡瀧川純，對渡也有好感。第一個發現神崎曲是小旋的親生母親的人，但在面對小旋想要跳出極光騰躍的執著下，事先提醒她在完成極光跳躍前是不准私底下擅自練習(因為要完成極光騰躍是必須付出代價的)。
第22集叫艾菈直接叫自己的名字。
第26集與艾菈和小旋一起製作星光料理。
第27集與艾菈、美音、小旋及莎莉音到海邊找心之海豚，之後幫心之海豚找回牠的家人。
第29集成功跳出MARs新的跳躍動作。
第35集與艾菈和小旋在武道館開演唱會。
第43集因自己的失誤讓小旋無法獲得晶瑩純白婚紗感到很自責，於是找莎莉音時放下自尊希望讓小旋能獲得寶石。
第45集在布宜諾斯艾利斯找尋自己專屬的光芒。
46集從收到純的電話中得知小旋因過度壓力而黑化還跳出黑暗極光騰躍而開啟黑暗之門的情況下，於是立即回到日本與艾菈拯救小旋幫助她得以恢復神智。
第50集收下父母贈送的「星之項鏈」Prism Stone，然在表演中獲得滿分。後來因艾菈的「極光騰躍 美夢成真」中與小旋一起跳出極光騰躍。在艾菈成為「星光天后」（Prism Queen）後也相繼成為「星光天后」。

### Callings
星光舞者専門的藝能事務所・Pretty Top（プリティートップ）期下所屬的男性星光舞者阿尚・阿響・阿渡三人所構成的組合。也是高中1年級生。是男性星光界裏兼備最高實力與人氣的男性組合。在本作中作為其他星光舞者的前輩特別注視艾菈等新人然後教導她們各種有關知識「Prism Show」世界的角色。
尚（Sho，配音員：近藤隆（日本）；柳超堅（台灣）；麥皓豐（香港））
第一季為高中1年級生16歳，第二季為20歲，「Callings」的隊長，Prism Stone的產品設計師
個性溫柔，心思也十分細膩周到。於第1話出場。
曾因為艾菈的才能而感到很嫉妒，但因艾菈善良的心而化解的這次的紛爭。第一次見面時接住撲向自己的艾菈（事實上是站不穩滑倒）並吻她的額頭。
喜歡能夠讓自己設計的衣服閃爍並添增自己光芒的艾菈。
第4集拉拉不小心把彩蛋弄破，艾菈看到裡面是之前那個賣完的髮夾，看到這是阿尚畫彩蛋（上面也說是要給艾菈的），看臉紅心跳並在舞台上跳出新的跳躍動作。
第10集跟34集對艾菈說過「只要我待在Callings就不會和任何人談戀愛。」，但還是愛著艾菈。
第34集和一位電影明星娜娜傳出緋聞關係讓艾菈感到心痛，但後來告訴艾菈說出真相後化解誤會。
第44集「情人節杯賽」去找艾菈卻聽說她要跳出「極光跳躍」的時情感到很卻擔憂並抱住她，在發現自己有些失態便放開艾菈並給她一個情人節禮物－「結婚項鍊」，對艾菈說：「那是我想要保護艾菈所以設計出來的」。
第50集艾菈參加下一任的星光天后盃，因為幫艾菈加油太大聲被響跟渡笑而臉紅。
藤堂響（Todo Hibiki，配音員：KENN（日本）；蘇振威（台灣）；張方正（香港））
第一季為高中1年級生16歲，第二季為20歲，「Callings」的隊員，星座水瓶座，血型B型
看起來有點冷酷，但個性溫柔，似乎很會做吃的。總是會讓小旋臉紅心跳。
於第1話出場。曾在小旋失去笑容時希望她能一直笑下去，因為認為小旋的微笑是最可愛的，喜歡小旋。
總是一個人在秘密場所練習，之後被小旋發現，並將那地點當作是他們的秘密基地。
和花音是兄妹關係，曾被小旋誤會是情侶，但兩人動作過於親密總是讓小旋吃醋。
只讓小旋看見真正的自己，於第五十一集和小旋成為真正的戀人。
第18集煙火大會時，因小旋無法對自己坦承說為何對極光騰躍如此執著的理由而感到吃醋，但在河童池旁小旋對響說出理由，但並沒說出母親是神崎曲。
日向渡（Wataru，配音員：岡本信彥（日本）；許雲雲（台灣）；胡家豪（香港）
第一季為高中1年級生16歲，第二季為20歲，「Callings」的隊員
臉上總是笑容滿面，個性溫柔，很會念書，曾一度化解小旋的補考危機，似乎很會裁縫。於第1話出場。
喜歡美音，對於美音一開始完全不信任，有點生氣。很容易察覺美音笑容背後的心情，所以很希望美音能將煩惱說出來給自己聽。

### SERENON with K
來自關西的雙人星光參賽組合，於「夏日天后盃」出場，其高超實力另艾菈她們感到芒刺在背。下述兩者（莎莉娜和花音）彼此有差異性極大的互補性格，並常表現出唱雙簧的姿態。組合原名為莎莉音，後來因為小要加入讓新組合莎莉音 with 小要。
城之內莎莉娜（Jonouchi Serena，配音員：米澤圓（日本）；許雲雲（台灣）；張頌欣（香港））
代表顏色：  朱紅色
第一季時為14、15歲，第二季時則是18歲。父親為法國人，而母親為日本人。是一位千金小姐。於第20話出場。住在關西。有一頭黃色的短髮及海藍色的眼睛。喜歡相聲，與花音組成相聲二人組「莎莉音」並經常和花音一起表演相聲給觀眾帶來很多歡樂令小旋亦十分讚同。
和美音是競爭對手。與花音、艾菈、小旋、美音和小要比較友好。
第20集說艾菈和小旋的組合有弱點。
第21集和花音一起在夏季天后盃獲得冠軍。
第24集給艾菈三張VIP的入場券，邀請艾菈、小旋和美音看莎莉音的演出。不過後來要求她們表演並且說世界上是沒有免費午餐的，另外也說在關西表演有一個規矩，就是表演前要表演相聲（實際上表演Prism Show是為了要艾菈、小旋和美音出醜，「表演前要表演相聲」是她自己定下的規矩），還說關西的觀眾要求很嚴格，表演得不好的話不知會怎樣。然而在艾菈、小旋和美音的表演卻意外地精彩令相聲和Prism Show都表演得得好，和花音為此不得不認同艾菈、小旋和美音。表演後強行拉走原本打算和響一起吃綠茶冰的花音。
第27集與花音和MARs一起去南國沙灘找傳說中的心之海豚，她們打算用釣的方式釣到心之海豚但卻釣到企鵝老師和山田先生。後來她扮成鯊魚打算捉MARs心之海豚卻被小旋給打暈到連鯊魚的外殼都掉出來，後來電視中根本沒有提及「莎莉音」只提及MARs。節目名稱亦改成「MARs特備節目」。
第29集租出場地給MARs練習跳舞。
第51集在變成Pretty Top的關西分公司，從此便要和MARs她們在同間公司中。本來陪著花音到小旋家是因為花音打算拉走阿響，但因小旋的父親留住她和花音，於是她便和小旋的父母、花音、小要、小旋、社長和阿響一起吃晚餐。
藤堂花音（Todo Kanon，配音員：明坂聰美（日本）；巫玉羚（台灣）；梁少霞（香港））
代表顏色：  緑色
第一季時為14、15歲，第二季時則是18歲。和響是兄妹關係。於第20話出場。京都出身，住在關西。有一頭深啡色的曲髮及黃色的眼睛。喜歡相聲，與莎莉娜組成相聲二人組「莎莉音」，並經常和莎莉娜一起表演相聲給觀眾帶來很多歡樂令小旋亦十分讚同。
有戀兄情結，喜歡哥哥響。和小旋是競爭對手和情敵。與莎莉娜和小要比較友好。
第20集說艾菈和小旋的組合有弱點。
第21集和花音一起在夏季天后盃獲得冠軍。
第24集提及以前每個月響也會到關西探望她、以前響每天也會打電話給她。她約響在她表演Prism Show後一起到綠茶冰店約會。故意扮作響的女朋友令小旋誤會自己就是響的女朋友。後來和小旋互相對峙聽聞小旋在東京可以隨時見到阿響和與阿響有個祕密地方感到很生氣，於是提及自己的星光跳躍全是哥哥阿響所教導教的，因此在對決中打敗小旋，後來阿響對小旋解釋一切讓她解開誤會。表演後，原本打算和響一起吃綠茶冰卻被莎莉娜給強行拉走。
第27集與花音和MARs一起去南國沙灘找傳說中的心之海豚，打算用釣的方式釣到心之海豚但卻釣到企鵝老師和山田先生。後來電視中根本沒有提及「莎莉音」只有提及MARs。節目名稱亦改成「MARs特備節目」。
第51集在公司變成Pretty Top的關西分公司，從此便要和MARs她們在同間公司中。本來她到小旋家是拉走阿響，但因小旋的爸爸留住她和莎莉娜，於是便和小旋的父母、莎莉娜、小要、小旋、社長和阿響一起吃晚餐。
久里須要/天宮要（Chris Kaname，配音員：伊藤加奈惠（日本）；謝佼娟（台灣）；魏惠娥（香港））
代表顏色：  黄色
12歲，12月5日生，射手座，A型。於33話登場，在本話登場之前，就已經於30話的OP2中登場。
個性活潑樂觀，像是個單純的女孩，喜歡的食物為香蕉也很喜歡艾菈。是莎莉音的第三個隊員。
在艾菈與小旋帶雙胞胎妹妹宇琉和繪琉去星光樂園（Prism Paradise）之際結識她，出生於俄羅斯，從年幼時跟著神崎曲（金髮女性）在馬戲團中長大，個性直率，說話很有深意，行動也略顯奇怪，擁有超強的學習能力，由於輕易學會任何的星光跳躍讓艾菈感到非常的不可思議,每次跳躍的時候眼睛發出點點星光，看似沒有什麼靈魂的存在，感覺變成另一個人似的。
第37集在跟花音與莎莉娜表演時因跳出黑暗極光騰躍而發生意外跌落至第五名，是第一位跳出黑暗極光騰躍也是不受影響的人。
第47集因神崎曲的要求下跳成極光騰躍。
第49集跳極光騰躍時見到自己年幼時的幸福生活並且發現神崎曲是小旋的親生母親，便阻止神崎曲回到俄羅斯然後打電話給莎莉娜讓她和花音告知小旋留住神崎曲。
第50集因艾菈的關係做到極光騰躍。第51集變成小旋的繼妹和小旋一家團聚感到很幸福。

### Pretty Top相關人物
MARs所屬的經紀公司。
瀧川純（配音員：千葉進步（日本）；宋克軍（台灣）；李凱傑（香港））
24歲，Pretty Top職員，亦為艾菈她們的經紀人。於第1話出場。
因為美音的一次臨工作時的落跑在尋找美音的時候，偶然在街上發現艾菈與小旋有潛質將她們提拔為偶像（事實上是用拐的方式將艾菈帶去的，而小旋則是想看美音表演而發現艾菈等人）。常使用些別人聽不懂的詩句來勉勵爱良她們，到目前為止只有美音能了解其中的意涵。和阿世知今日子是無血緣關係的姐弟，他的姓氏源自養母瀧川慧。
阿世知今日子（配音員：早水理沙（日本）；許雲雲（台灣）；陸惠玲（香港））
34歲，Pretty Top社長，和瀧川純是無血緣關係的姐弟。曾為星光舞者。於第1話出場。
開始的時候對於艾菈和小旋不抱看好的態度，在艾菈和小旋表演完畢之後同樣發現兩人的潛質也默認讓她們出道成為偶像的事情。
十五年前曾經是神崎曲的競爭對手，在和曲的對决中没有跳出「極光騰躍」而失敗。第37集察覺小旋就是曲的女兒。
赤井眼鏡姐（配音員：伊藤加奈惠（日本）；傅其慧（台灣）；黃淑芬（香港））
Pretty Top職員。是幫忙星光舞者使用稜石的人。於第1話出場。可以把星光設計師設計出來的時裝變為稜石（Prism Stone）。
企鵝老師（配音員：三宅健太（日本）；宋克軍（台灣）；林保全、張炳強（代配）（香港））
Pretty Top職員，是拉拉、貝貝和咪咪的老師。
山田山夫（配音員：三宅健太（日本）；蘇振威（台灣）；林國雄（香港））
Pretty Top演藝學園的中年男性管理員，常在企鵝老師身旁出現。口頭禪是「我是山田」。

### 應援幸運物
拉拉（配音員：早水理沙（日本）；傅其慧（台灣）；余欣沛（香港））
艾菈的專屬教練，長相為一隻粉紅色兔子。
個性急躁，快言快語，講話伴隨著關西口音，喜歡身處於人多嘈雜的環境中。
平時偽裝成吉祥物掛在艾菈包包上，給予艾菈舞蹈上的指導。
貝貝（配音員：日高範子（日本）；許雲雲（台灣）；雷碧娜（香港））
小旋的專屬教練，長相為一隻褐色熊寶寶。
有著沉穩與多愁善感的個性，說話經常帶有俚語。
第13集從安迪（小旋母親神崎曲縫的第一個玩偶）得知小旋母親的過去，日後便給予小旋服裝搭配上的指導與照顧。
咪咪（配音員：熊井統子（日本）；巫玉羚（台灣）；高可慧、林芷筠（代配）（香港））
美音的指導教練，長相為一隻灰貓。
個性成熟但自視甚高，而言談之中常夾雜著英文。
外表看似一吉祥物。喜愛用英文套句與別人對話，但對動的東西特別感興趣，與美音感情很好。

### 角色的家人

#### 艾菈的家人
春音宏（配音員：佐佐木望（日本）；蘇振威（台灣）；李錦綸（香港））
艾菈的父親，自營蛋糕店「春之空音」，十分溺愛女兒艾菈，但不是特別滿意女兒未來的發展方向，艾菈背著他私底下加入星光競賽。於第1話出場。本身是蛋糕師。十分寵愛女兒艾菈，但就是方法很怪，經常自作主張給女兒買些對於自家狀況而言略顯奇怪的衣服。後來看艾菈的星光時尚秀而感動便支持她繼續演出星光時尚秀。
春音緒美（配音員：日高範子（日本）；謝佼娟（台灣）；蔡惠萍、許盈（代配）／梁少霞（年輕時期）（香港））
艾菈的母親，性格上比丈夫更了解女兒。於第1話出場。
和宏結婚前曾擔任神崎曲的造型師。擅長將衣服改裝成其他的衣服（第一話出現將艾菈的爸爸自作主張買給艾菈的衣服改成給雙胞胎女兒的公主裝），艾菈的時尚觸覺和設計天份正是遺傳自她。
15年前是星光時尚秀的傳說中星光天后神崎曲的造型師，曾經幫小旋的母親設計演出服，因為要結婚關係而辭掉造型師工作。
春音齊（配音員：熊井統子（日本）；巫玉羚（台灣）；袁淑珍（香港））
艾菈的弟弟，常跟姊姊唱反調。於第1話出場。
但是當艾菈有煩惱的時候總是能預先發現。
春音宇琉（配音員：中島亞紀（日本）；蕭秀玲（台灣）；梁少霞（香港））
艾菈的妹妹。於第1話出場。
春音繪琉（配音員：中島尋（日本）；蕭秀玲（台灣）；張頌欣（香港））
艾菈的妹妹，為前者的雙胞胎姊妹。於第1話出場。
上述兩者與艾菈的關係比兄長小齊來得親近。

#### 小旋的家人
天宮龍（配音員：乃村健次（日本）；柳超堅（台灣）；關令翹（香港））
小旋的父親，十五年前年前叫「龍太郎（あまみや りゅうたろう）」，年輕時曾是一個偶像，卻沒什麼名氣，與艾菈的媽媽以前是同一個社團。之後不理別人反對，與人氣很高的小旋媽媽相愛而結婚，後來育有小旋后退出表演。之後因神崎曲要重返舞台而發生爭執。在曲表演完最後一場出演后，發現曲變得十分奇怪並離家出走一直想聯繫上她卻總是聯繫不上。第51集變成小要的父親。
神崎曲/天宮曲（配音員：伊藤加奈惠→桑島法子（日本）；傅其慧（台灣）；程文意、曾佩儀（代配）（香港））
小旋的母親、小要的養母。曾表演過傳說中的「極光騰躍」。
外表相當冷酷，在比賽時遇到小旋和阿世知都裝作不認識，對小要的調教方式是在表演星光時尚秀時不需要有任何感情，認為小要一無所有，什麼東西可拋棄，跳「極光騰躍」最適合。
過去是個無父無母的孤兒，曾受貧窮與刻薄的對待時想要輕生的念頭，後來看見今日子而深愛星光時尚秀從而努力練習跳舞直至最後成為星光天后。退出表演後因為知道今日子深信自己會再表演不理丈夫的阻止重返舞台，丟下女兒小旋和丈夫後離家出走。於第1話出場。(根據《星光少女》的設定，推測她應該是早期以星光女神為原型的星光使者被改變出生的記憶。這也解釋她是「孤兒」的原因)
在過去曾與阿世知今日子共同挑戰「極光騰躍」，雖然跳出該跳躍然後在極光中看到最愛的女兒和丈夫求婚的影象，但因為極光中的都是影象所以認為那是半成品，之後更怕自己現有的幸福會像「極光騰躍」的影象消失，因而逃避而離家出走尋找真正的「極光騰躍」。在過後的十三年來到俄羅斯的一個馬戲團參加表演在當中認識小要，並為她改名和吩咐她稱自己為母親更向要答應跳出「極光騰躍」。在小旋成為星光時尚秀藝人並挑戰水晶鞋杯前時帶著久里須要出場，並讓小要和莎莉音組合參加該大賽。
第49集，發現原來拋棄一切的小要是無法跳到「極光騰躍」，並在當時遇到阿慧教練（阿世知今日子母親）指出當年在跳「極光騰躍」的影象並非虛偽，是她心底最幸福的事和人，因而知道在之前早已完成「極光騰躍」，而自己卻無法接受，而在比賽未完前帶小要離開但在最後因小旋的勸說和「極光騰躍完成式」重返小旋的身邊。
第50集因艾菈的「極光騰躍 美夢成真」和今日子變回年輕並跳出極光騰躍。第51集將頭髮染回原來的顏色跟要與女兒小旋和丈夫重聚。

#### 美音的家人
彼得羅．高峰（配音員：關俊彦（日本）；劉昭文（香港））
美音的父親。
高峰安娜（配音員：佐久間玲（日本）；曾秀清（香港））
美音的母親。

#### 莎莉娜的家人
史提芬．城之內（配音員：寺杣昌紀（日本）；林保全（香港））
莎莉娜的父親，法國人。登場於第37集。為一家總部位於大阪的跨國企業CEO，而自己是入贅到女方家的，雖有CEO之名但實權責掌握在妻子香戀的手中。

#### 阿世知今日子的家人
瀧川慧/阿世知慧（配音員：澤海陽子（日本）；許盈、袁淑珍（代配）（香港）；許雲雲 (台灣)）
純的養母和今日子的母親，小曲和小旋的教練。原姓瀧川，婚後改姓阿世知，在離婚後又改回原姓。是「極光騰躍」的創造者。

### 其他角色
製作人（配音員：青山穰（日本）；蘇振威（台灣））
Callings三人組的專屬節目《Go！Go！Callings》的製作人。
導播（配音員：金谷英孝（日本）；宋克軍（台灣））
原為製作人的下屬。
第23集擔任《Go！Go！Callings》的助理導播。
第27集於塞班島出外景時升任為正式導播。
尤莉（配音員：藤村步（日本）；許雲雲（台灣）；魏惠娥（香港））
是一位新科嘻哈舞者，外號「颶風百合」，是具有行動力及未來展望的街舞舞者，去年在舞蹈大學大四的時候嘗試著陪同朋友到日本訪問探望父親。在此情況下在美音對尤莉提出的提議下決定為純潔水晶高跟鞋盃（Pure Crystal Highheels Cup）比賽之前指導MARs三人的舞步與建議，卻發現團隊精神的重要性需要重新編排，但卻讓旋與美音兩人反目(尤其小旋只認同隊內編排而反對離去)，只有艾菈留下並與尤莉對話了解，試圖化解旋及美音之間的矛盾決定讓她們反目和解，認為解決最好的方法是透過的街頭籃球三對三方式解決，並在比賽中提醒美音其三人團隊重要性，而打開美音與旋兩人的心結，並完成「Hop！Step！！Jump！！！」 新曲的舞步及團隊默契之後離去。
南梨芙蕾雅（配音員：福原香織（日本）；傅其慧（台灣）；魏惠娥（香港））
在31話初登場一個主要角色。在同中學二年級的學生，在該學期由於父親搬遷到橫濱來的途中一位少女。
走路一直照顧放在運動袋上，對特別的東西感到興趣而結識成朋友。最後優秀的選衣色彩感感覺是被尚發現，而尚藉此提出Prism Stone時裝設計師比賽，讓自己現在有一個機會實現抱負並認真的考慮，包括與艾菈MARs表演來幫助有發展成為一個的時裝設計師。
Prism Stone時裝設計師比賽當日，在不知是誰的作品下讓艾菈決定比賽頭獎的設計衣服，由自己所設計的綠色、橙色、黃色等維他命色彩的充滿活力的設計獲得比賽第一名，並讓MARs三人在表演中穿上自己的設計服裝然後跳躍出維他命陽光花園（ビタミンガーデンサンシャイン）。
富樫香里奈（配音員：大原沙耶香（日本）；魏惠娥（香港））
五年參加Prism Show，連續四年得到「星光天后」之稱。特別看好美音，還把自己的婚紗送給美音，並說：「我卻不能白白讓你得到婚紗，你要成為星光天后。」
跟美音和今日子一樣不喜歡跳極光騰躍，想跳出比極光騰躍更強的跳躍。
初出道時還沒見識到今日子的實力，在今日子就隱退後就一直尋找她的背影。

## 組合介紹

### MARs（マーズ）
星光舞者専門的藝能事務所・Pretty Top（プリティートップ）期下所属的春音艾菈・天宮旋・高峰美音三人所構成的組合。
組合是由三個不同背景的主角所組成，分別是由人氣模特兒轉為星光舞者的美音作為隊長、完全沒參加過「Prism Show」訓練，而臨時代替美音加入表演的艾菈作為Center、傳說中的星光天后神崎曲女兒天宮旋作為主力。組合名稱則以三人的英文名（Mion・Aira・Rizumu）的第1個字頭所命名。
於第37集晶瑩水晶高跟鞋盃勝出，並贏得TriStar（トライスター）的稱號。
MARs的標記特色：明星成為「M」的部份・Prism Stone成為「A」的部份・8分音符（♪）成為「R」的部份。「M」字的左側向上伸延與「s」字的尾部向下伸延，形成上下半圓。圓形右上方伸展箭頭，這是仿照火星（英文讀作「Mars」）的記號（♂）。

### Callings（コーリングス）
星光舞者専門的藝能事務所・Pretty Top（プリティートップ）期下所屬的男子星光舞者阿尚・阿響・阿渡3人所構成的組合。三人也是高中1年級生。是男子星光界裏，兼備最高實力與人氣的男子組合。在本作中作為其他星光舞者的前輩，非常特別注視艾菈、美音與小旋。作為教導她們各種有關知識「Prism Show」世界的角色。

### 莎莉音（せれのん）
共同從京都出身的城之内莎莉娜與藤堂花音兩人所組成的二人組。花音是Callings中阿響的妹妹。 莎莉娜是城之内合資企業的財團令千金。對艾菈、美音與小旋來說是莎莉音是她們參加夏季天后盃上首次遇上的競敵。莎莉音在決賽以壓倒勝的分數由預賽的第2名進升致決賽的第1名得到「晶瑩純白婚紗」的Prism Stone，讓美音、艾拉與小旋首次體驗到被打敗的經驗，使美音矯正自己過度高傲的行為。但在晶瑩水晶高跟鞋盃，因為特任教練神崎曲用最後跳躍的試驗要的極光騰躍而發生意外，導致跳躍失敗跌至第5名令組成MARs的美音、美音與小旋獲勝。在星光天后系列入圍賽武道館盃以稍差一點分數進級決賽，她們所属事務所在最終話停業（倒閉）並被決定隨即轉為Pretty Top其下（所謂在東京範圍進出）。
在相聲方面，於第32話參加「Dream Enter・相聲大獎賽」卻與冠軍無緣。幾經波節後成為浅草浪曲相聲老將・中山靜子老師（声 - 京田尚子）承認的入室弟子，三人一起表演相聲。

## 稜石（Prism Stone）
愛心形狀的獨特寶石，幫助星光舞者更衣的道具，內含飾物和服裝，有些稜石更內藏整套套裝，各自有不同的顏色與屬性，並要搭配在特定款式與色系的服裝上，才能發揮最大的效能。

### MARs
以下是MARs在表演使用過的普通Prism Stone（不包括婚紗系列）。

#### 艾菈
| 衣服搭配 | HAIR                                              | TOP                                                                    | BOTTOM                                                  | SHOES                                                             | ARRANGE                                         |
| -------- | ------------------------------------------------- | ---------------------------------------------------------------------- | ------------------------------------------------------- | ----------------------------------------------------------------- | ----------------------------------------------- |
| 艾菈     | 清新偶像髮飾 （フレッシュアイドルヘア）           | 清新紅無肩上衣 （フレッシュピンクベアトップ）                          | 清新粉紅寬裙 （フレッシュピンクパニエ）                 | 清新粉紅之靴 （フレッシュピンクブーツ）                           |                                                 |
| 艾菈     |                                                   | 熱情桃紅 吊帶背心 （パッション ピーチキャミ）                          | 桃紅七分褲 （ピーチカーゴパンツ）                       | 酷炫格子鞋 （クールチェックシューズ）                             |                                                 |
| 艾菈     | 絲帶針織帽 （リボンつき ニットぼう）              | 搖滾女孩 皮革背 （ロックガールレザーベスト）                           | 流行明星 分層迷你裙 （ポップスターティアードミニ）      | 性感過膝 白色舞鞋 （セクシーニーハイホワイトパンプス）            |                                                 |
| 艾菈     |                                                   | 七色彩虹T恤 （レインボンT）                                            | 青檸長襪＆流行運動鞋 （ライムハイソ＆ポップスニーカー） |                                                                   |                                                 |
| 艾菈     |                                                   | 帥氣背心 （マニッシュベスト）                                          | 兩色格子褶邊裙子 （フリフリ ギンガムチェックスカート）  | 黑色襪褲絨球之靴 （モノクロタイツポンポンブーツ）                 | 可愛絲帶項鏈 （ラブリーリボンネックレス）       |
| 艾菈     | 古典蝴蝶結髮帶 （アンティークリボンカチューシャ） | 浪漫牛仔夾克 （ロマンティックデニムジャケット）                        | 淺粉紅摺邊短裙 （パステルピンクフリルスカート）         | 單色格子舞鞋 （モノトーンチェックパンプス）                       |                                                 |
| 艾菈     | 浴衣襟花頭飾 （ゆかた コサージュヘア）            | 鬆軟乳白浴衣 （ふんわり ミルキーゆかた）                               |                                                         | 浴衣亞洲涼鞋 （ゆかた アジアンサンダル）                          |                                                 |
| 艾菈     |                                                   | 啦啦球棒連身裙 粉紅Ver （バトポンワンピ ピンクVer.）                   |                                                         | 啦啦球棒運動鞋 粉紅Ver （バトポンスニーカー ピンクVer.）          |                                                 |
| 艾菈     | 繞圈髮髻 （おだんご くるくるヘア）                | 浪漫白色蕾絲襯衣 （ロマンティック ホワイトレース）                     | 別緻時常 格子短裙 （シックモダン チェックスカート）     | 狂野斑馬舞鞋 （ワイルドゼブラ パンプス）                          | 古典珠子項鏈 （アンティーク ビーズ ネックレス） |
| 艾菈     |                                                   | 閃亮絲帶背心 粉紅Ver. （シャイニーリボン ベスト ピンクVer.）           | 閃亮絲帶短裙 （シャイニーリボン スカート）              | 條紋絲帶皮革長靴 （ラインリボン スエード ロングブーツ）           |                                                 |
| 艾菈     | 溶化的天使髮箍 （メルティー エンジェルヘア）      | 咖啡館女僕裙子 （カフェテリア メイドドレス）                           |                                                         | 圓點長襶＆格子舞鞋 （ドットソックス ＆ チェックパンプス）         |                                                 |
| 艾菈     |                                                   | 鮮豔色彩長大衣 綠色Ver. （ビビッドカラーロングコート グリーンｖｅｒ.） |                                                         | 青檸長襪＆流行運動鞋 （ライムハイソ＆ポップスニーカー）           |                                                 |
| 艾菈     |                                                   | 旋律休閒連身裙 白色Ver. （リズミカル アイドルワンピ ホワイトｖｅｒ.）  |                                                         | 旋律休閒之靴 粉紅Ver. （リズミカル アイドルブーツ ピンクｖｅｒ.） |                                                 |
| 艾菈     |                                                   | 撫子之花和服 （なでしこきもの）                                        |                                                         | 酒紅絲帶舞鞋 （ワインレッド リボンパンプス）                      | 紅心項鏈 （レッドハート ネックレス）            |
| 艾菈     |                                                   | 聖誕老人禮服 綠色Ver. （サンタクロースワンピース グリーンｖｅｒ.）     |                                                         | 條紋絲帶皮革長靴 綠色Ver. （ラインリボン スエード ロングブーツ）  |                                                 |
| 艾菈     |                                                   | 跳舞女孩 無肩上衣 紅色Ver. （ダンスガール ベアトップ レッドｖｅｒ.）   | 跳舞女孩 迷你裙 （ダンスガール ミニスカ）               | 單色絲帶之靴 （モノトーン リボンブーツ）                          |                                                 |
| 艾菈     | 甜心娃娃髮式 （キューティー ドールヘアー）        | 茶杯童話禮服 藍色Ver. （ティーカップメルヘンドレス ブルーｖｅｒ.）     |                                                         | 紫色編織涼鞋 （あみあげパープルサンダル）                         |                                                 |

#### 小旋
| 衣服搭配 | HAIR                                         | TOP                                                                  | BOTTOM                                              | SHOES                                                               | ARRANGE                                         |
| -------- | -------------------------------------------- | -------------------------------------------------------------------- | --------------------------------------------------- | ------------------------------------------------------------------- | ----------------------------------------------- |
| 小旋     | 魔女迷你小帽 （ウィッチミニハットヘア）      | 星光閃耀背心 （スターシャインベスト）                                | 星光閃耀褶邊裙 （スターシャイン フリルスカート）    | 南瓜魔女舞鞋 （パンプキン ウィッチ パンプス）                       |                                                 |
| 小旋     |                                              | 流行火箭風褸 （ポップンロケットパーカ）                              | 牛仔迷你裙 （デニム ミニスカート）                  | 圓點長襪＆格仔舞鞋 （ドットソックス ＆ チェックパンプス）           | 星之純銀項鍊 （スターシルバーネックレス）       |
| 小旋     |                                              | 星光滿點 吊帶背心 （スプラッシュスターキャミ）                       | 圓點絲帶七分褲 （ドットリボンカプリパンツ）         | 徽章之鞋 （ワッペンつきシューズ）                                   |                                                 |
| 小旋     |                                              | 彩虹砂糖羽絨背心 （レインボーシュガーダウンベスト）                  | 牛仔短褲 （デニム ショートパンツ）                  | 線紋長襪 活躍運動鞋 （ラインソックスアクティブスニーカー）          |                                                 |
| 小旋     | 露額馬尾髮式 （ポンパドールポニーテール）    | 快樂小貓T恤 （ハッピーキャットＴシャツ）                             | 條紋短褲 （ストライプ ショートパンツ）              | 粉紅龐克中靴 （ピンクパンクミドルブーツ）                           |                                                 |
| 小旋     | 浴衣襟花頭飾 （ゆかた コサージュヘア）       | 優美薰衣草浴衣 （しなやか ラベンダーゆかた）                         |                                                     | 浴衣亞洲涼鞋 （ゆかた アジアンサンダル）                            |                                                 |
| 小旋     |                                              | 綵球棒連身裙 藍色Ver. （バトポンワンピ ブルーVer.）                  |                                                     | 綵球棒運動鞋 藍色Ver. （バトポンスニーカー ブルーVer.）             |                                                 |
| 小旋     | 繞圈髮髻 （おだんご くるくるヘア）           | 浪漫白色蕾絲襯衣 （ロマンティック ホワイトレース）                   | 別緻時常 格子短裙 （シックモダン チェックスカート） | 狂野斑馬舞鞋 （ワイルドゼブラ パンプス）                            | 古典珠子項鏈 （アンティーク ビーズ ネックレス） |
| 小旋     |                                              | 閃亮星光背心 （シャイニー スターベスト）                             | 閃亮星光短褲 （シャイニー スター ショートパンツ）   | 條紋絲帶皮革長靴 （ラインリボン スエード ロングブーツ）             |                                                 |
| 小旋     | 溶化的天使髮箍 （メルティー エンジェルヘア） | 咖啡館女僕裙子 （カフェテリア メイドドレス）                         |                                                     | 圓點長襶＆格子舞鞋 （ドットソックス ＆ チェックパンプス）           |                                                 |
| 小旋     |                                              | 鮮豔色彩長大衣 紅色Ver. （ビビッドカラーロングコート レッドｖｅｒ.） |                                                     | 青檸比曾＆流行運動鞋 （ライムハイソ＆ポップスニーカー）             |                                                 |
| 小旋     |                                              | 旋律休閒連身裙 粉紅Ver. （リズミカル アイドルワンピ ピンクｖｅｒ.）  |                                                     | 旋律休閒之靴 白色Ver. （リズミカル アイドルブーツ ホワイトｖｅｒ.） |                                                 |
| 小旋     |                                              | 聖誕老人禮服 （サンタクロースワンピース）                            |                                                     | 條紋絲帶皮革長靴 紅色Ver. （ラインリボン スエード ロングブーツ）    |                                                 |
| 小旋     |                                              | 櫻花盛開 無肩上衣 （チェリー ブロッサム ベアトップ）                 | 櫻花盛開 短裙 （チェリー ブロッサム スカート）      | 草莓牛奶長靴 （イチゴミルク ロングブーツ）                          |                                                 |

#### 美音
| 衣服搭配 | HAIR                                         | TOP                                                                       | BOTTOM                                     | SHOES                                                               | ARRANGE |
| -------- | -------------------------------------------- | ------------------------------------------------------------------------- | ------------------------------------------ | ------------------------------------------------------------------- | ------- |
| 美音     |                                              | 紅色搖滾無肩上衣 （レッドロックベアトップ）                               | 紅色搖滾短裙 （レッドロックスカート）      | 紅色搖滾之靴 （レッドロックブーツ）                                 |         |
| 美音     |                                              | 閃爍砂糖連衣裙 （トゥインクルシュガーワンピ）                             |                                            | 棉花糖過膝長襪舞鞋 （マシュマロニーハイラブパンプス）               |         |
| 美音     |                                              | 閃亮絲帶背心 白色Ver. （シャイニーリボン ベスト ホワイトVer.）            | 花邊迷係裙 （パイピング ミニスカート）     | 條紋絲帶皮革長靴 （ラインリボン スエード ロングブーツ）             |         |
| 美音     | 溶化的天使髮箍 （メルティー エンジェルヘア） | 咖啡館女僕裙子 （カフェテリア メイドドレス）                              |                                            | 圓點長襶＆格子舞鞋 （ドットソックス ＆ チェックパンプス）           |         |
| 美音     |                                              | 鮮豔色彩長大衣 紫色Ver. （ビビッドカラーロングコート パープルｖｅｒ.）    |                                            | 青檸比曾＆流行運動鞋 （ライムハイソ＆ポップスニーカー）             |         |
| 美音     |                                              | 旋律休閒連身裙 黑色Ver. （リズミカル アイドルワンピ ブラックｖｅｒ.）     |                                            | 旋律休閒之靴 黑色Ver. （リズミカル アイドルブーツ ブラックｖｅｒ.） |         |
| 美音     |                                              | 啦啦球棒連身裙 紫色Ver. （バトポンワンピ パープルｖｅｒ.）                |                                            | 啦啦球棒運動鞋 紫色Ver. （バトポンスニーカー パープルｖｅ           |         |
| 美音     |                                              | 聖誕老人禮服 （サンタクロースワンピース）                                 |                                            | 條紋絲帶皮革長靴 紅色Ver. （ラインリボン スエード ロングブーツ）    |         |
| 美音     |                                              | 蓬鬆的雪禮服 （ふわふわスノーワンピ）                                     |                                            | 水晶之心夾趾拖鞋 （クリスタル ハートミュール）                      |         |
| 美音     |                                              | 馬卡龍色彩無肩上衣 黃色Ver. （マカロンカラー ベアトップ イエローｖｅｒ.） | 馬卡龍泡泡裙 （マカロン バルーンスカート） | 白色雛菊休閒之靴 （デイジーホワイト アイドルブーツ）                |         |

### SERENON with K
以下是SERENON with K在表演使用過的普通Prism Stone（不包括婚紗系列）。
| 衣服搭配 | HAIR                                         | TOP                                               | BOTTOM | SHOES                                                         | ARRANGE |
| -------- | -------------------------------------------- | ------------------------------------------------- | ------ | ------------------------------------------------------------- | ------- |
| 莎莉娜   | 缎子絲帶迷你小帽 （サテンリボン ミニハット） | 哥特式惡魔連身裙 （ゴシック デビルワンピ）        |        | 惡魔長靴 （デビル ロングブーツ）                              |         |
| 花音     | 溶化的天使髮箍 （メルティー エンジェルヘア） | 溶化的天使連身裙 （メルティー エンジェルワンピ）  |        | 經典襪褲 ＆ 漆皮舞鞋 （クラシックタイツ ＆ エナメルパンプス） |         |
| 小要     |                                              | 櫻桃花紋 長款針織衫 （チェリーがらロングニット）  |        | 及膝襪 ＆ 運動鞋 （ボーダーニーソ＆スニーカー）               |         |
| 小要     |                                              | 惡魔天使 混合連身裙 （デビジェル ミックスワンピ） |        | 惡魔天使之鞋 （デビジェル シューズ）                          |         |

## 電視動畫

### 製作人員
- 原作 - Takara Tomy、Syn Sophia
- 監督 - 菱田正和
- 副監督 - 京極尚彥（第40話 - ）
- 系列構成 - 三重野瞳
- 人物原案、第3期結束原畫 - 渡邊明夫
- 人物設計、開幕作畫監督 - 川島尚
- 道具設計 - 中山初繪、池田有、高瀨健一
- 色彩設計 - 赤間三佐子
- CG導演 - 佐藤雄三 → 乙部善弘
- 美術監督 - 高橋麻穗
- 攝影監督 - 田澤二郎
- 編輯 - 坂本雅紀
- 音響監督 - 長崎行男
- 音樂 - 長岡成貢
- 音樂監製 - 池畑伸人
- 動畫制作 - 吉田昇一（龍之子Production）
- 副製片人 - 岩瀨智彥（愛貝克思、ENTERTAINMENT）、中村美喜子、加藤大典
- 生產商 - 小林教子 → 松本裕子（東京電視台）、鈴木祐治（Takara Tomy）、高橋知子（NAS）
- 動畫 - 龍之子Production
- 動畫制作協力 - Bridge
- 寫實部分構成 - 今井舞
- 寫實部分演出 - 葛西愛子
- 寫實部分美術 - トリオザパンチ
- 寫實部分技術 - フォーチューン
- 寫實部分攝影工作室 - 麹町スタジオ
- 寫實攝影協力 - 愛貝克思、アーティストアカデミー
- 寫實部分編輯 - ザ・チューブ
- 寫實部分生產者 - 本田智浩（フォーサム）、山本和夫（Drama Design Corp.）
- 寫實部分制作 - フォーサム
- 寫實部分制作協力 - Drama Design Corp.

久保彌 → 熊倉和男、橫構昌司（Takara Tomy）
藤淳、田中宏幸（愛貝克思、ENTERTAINMENT）
秋間真良 → 番泰之（東京電視台）
佐川佑子（NAS）
山崎義一 → 吉田健人
丸澤滋（小學館）
吉田秀司（Syn Sophia）
崔信奎（SONOKONG）
- 聯合動畫制作 - 大橋
- 製作 - 東京電視台、《星光少女 極光之夢》製作委員會（久保彌 → 熊倉和男、横溝昌司、齊藤淳、田中宏幸、秋間真良 → 番泰之、佐川佑子、山崎義一 → 吉田健人、丸澤滋、吉田秀司、崔信奎）

### 主題曲

#### 片頭曲
「You May Dream」（第1 - 29話）
作詞 - 池畑伸人／作曲、編曲 - 長岡成貢／歌 - LISP（阿澄佳奈、原紗友里、片岡梓）
台灣配唱 - 鄭可欣、謝佼娟、傅其慧
「1000%キュンキュンさせてよ」（第30 - 51話）
作詞 - 池畑伸人／作曲、編曲 - 長岡成貢／歌 - Pretty Rhythm ☆ All Stars（阿澄佳奈、原紗友里、片岡梓、米澤圓、明坂聰美）
台灣配唱 - 鄭雅之、巫玉羚
※ 台版播出帶僅MY KIDS TV播出OP2，而港版播出帶照常播出OP2。

#### 片尾曲
「Happy GO Lucky！〜ハピ☆ラキでゴー！〜」（Happy GO Lucky！〜Happy☆Lucky de Go！〜）（第1 - 13話）
作詞 - 池畑伸人／作曲、編曲 - 長岡成貢／歌 - SUPER☆GiRLS
台灣配唱 - 鄭可欣
「We Will Win! -ココロのバトンでポ・ポンのポ〜ン☆-」（We Will Win! －在心中接力 碰・碰～碰☆－）（第14 - 26話）
作詞 - 池畑伸人／作曲、編曲 - 長岡成貢／歌 - 東京女子流
台灣配唱：鄭可欣、巫玉羚
※ 台版播出集數同日版；而港版播出集數為第14 - 20集。
「プリティーリズムでGo！」（Pretty Rhythm de Go！）（第27 - 39話）
作詞 - 池畑伸人、AKIRASTAR／作曲 - AKIRASTAR／編曲 - 大谷靖夫／歌 - MARs（阿澄佳奈、原紗友里、片岡梓）
台灣配唱 - 鄭可欣、謝佼娟、傅其慧
※ 台版播出集數同日版；而港版播出集數為第21 - 39集。
「Everybody's Gonna Be Happy」（第40 - 51話）
作詞 - 池畑伸人／作曲、編曲 - 長岡成貢／歌 - Prizmmy☆（日下部美愛、久保玲奈、高橋果鈴、瀨間彩海）
台灣配唱 - 鄭雅之、巫玉羚
※ 台版播出帶僅MY KIDS TV播出ED4，而東森幼幼台繼續播出ED3；而港版播出集數同日版。

#### 插曲
「めらめらハートが熱くなる」（熊熊燃燒的炙熱之心）（第5、7、8、15、17、23、27、28、35話）
作詞 - 池畑伸人／作曲、編曲 - 大谷靖夫／歌 - MARs（阿澄佳奈、片岡梓、原紗友里）
台灣配唱 - 謝佼娟、傅其慧、鄭雅之
「Hop! Step!! Jump!!!」（第29、30、31、33、34、35、36、37、38話）
作詞 - 池畑伸人、長岡成貢／作曲、編曲 - 長岡成貢／歌 - MARs（阿澄佳奈、原紗友里、片岡梓）
台灣配唱 - 鄭雅之、巫玉羚
「Dream Goes On」（第 10 - 12、35、41、44、47、50話）
作詞 - 池畑伸人／作曲、編曲 - 長岡成貢／歌 - 春音艾菈（阿澄佳奈）
台灣配唱 - 鄭雅之
「ココロ充電」（心靈充電）（第12、27、35、42、48、49話）
作詞 - 池畑伸人／作曲、編曲 - 長岡成貢／歌 - 天宮旋（原紗友里）
台灣配唱 - 謝佼娟
「Switch On My Heart」（第12、14、15、16、22、35、40、45、50話）
作詞 - 池畑伸人／作曲、編曲 - 長岡成貢／歌 - 高峰美音（片岡梓）
台灣配唱 - 傅其慧
「1/1000永遠の美学」（1/1000秒永遠的美學）（第1、4、9、10、23話）
作詞 - 池畑伸人、長岡成貢／作曲、編曲 - 長岡成貢／歌 - Callings（近藤隆、KENN、岡本信彥）
台灣配唱 - 柳超堅、劉哲麟
「愛しのティンカーベル」（可愛的小精靈）（第22、30話）
作詞 - 池畑伸人、長岡成貢／作曲、編曲 - 長岡成貢／歌 - Callings（近藤隆、KENN、岡本信彥）
台灣配唱 - 柳超堅、劉哲麟
「Never Let Me Down 〜がんばりやぁ!〜」（Never Let Me Down）（第21、27、32、37話）
作詞 - 池畑伸人／作曲、編曲 - 長岡成貢／歌 - 莎莉音（米澤圓、明坂聰美）
台灣配唱 - 許雲雲、巫玉羚
「Shall We Go?!」（第42、47、48、49話）
作詞 - 池畑伸人／作曲、編曲 - 長岡成貢／歌 - 久里須要（伊藤加奈惠）
台灣配唱 - 謝佼娟
「Don't Give Up」（第43、47話）
作詞 - 池畑伸人／作曲、編曲 - 長岡成貢／歌 - 藤堂花音（明坂聰美）
台灣配唱 - 巫玉羚
「Wonderful World」（第45、47話）
作詞 - 池畑伸人／作曲、編曲 - 長岡成貢／歌 - 城之內莎莉娜（米澤圓）
台灣配唱 - 許雲雲
「企鵝老師之歌」
台灣配唱 - 宋克軍

### 各集標題
| 話數   | 日文標題 | 台灣標題                               | 香港標題                          | 腳本     | 分鏡            | 演出     | 作畫監督                              | 香港放送日     |
| ------ | -------- | -------------------------------------- | --------------------------------- | -------- | --------------- | -------- | ------------------------------------- | -------------- |
| 第1話  |          | 明星誕生！                             | 明星誕生                          | 赤尾でこ | 青葉讓          | 京極彦   | 池田有、稻吉朝子 空流邊廣子、新保卓郎 | 2012年 1月10日 |
| 第2話  |          | 小旋、心的跳躍！                       | 小旋，心的跳躍                    | 赤尾でこ | 青葉讓          | 德本善信 | 森本由布希                            | 1月11日        |
| 第3話  |          | 這就是老師！？拉拉與貝貝               | 他們是老師？拉拉和貝貝            | 伊福部崇 | 藤原良二        | 關田修   | 窪敏、田中正之                        | 1月17日        |
| 第4話  |          | 復活節的心動體驗！                     | 復活節的心動體驗                  | 坪田文   | 殿勝秀樹        | 殿勝秀樹 | 空流邊廣子                            | 1月18日        |
| 第5話  |          | 對爸爸保密的時裝秀                     | 對爸爸保密的時裝表演              | 田口智子 | 矢花馨          | 矢花馨   | 石井由美子                            | 1月24日        |
| 第6話  |          | 那抹燦爛的星光永遠在這裡               | 燦爛的星光，永遠留在這裡          | 井內秀治 | 井內秀治        | 岩田義彥 | 加野晃                                | 1月25日        |
| 第7話  |          | 絕交！？艾菈與小旋鬧翻了               | 絕交？艾菈和小旋反面了？          | 村上桃子 | 青葉讓          | 小林浩輔 | 日高真由美 古池敏也                   | 1月31日        |
| 第8話  |          | 小旋大危機！考試大作戰                 | 小旋大危機！考試大作戰            | 伊福部崇 | 藤原良二        | 德本善信 | 新保卓郎                              | 2月1日         |
| 第9話  |          | 學園祭與秘密的約定                     | 學園祭與秘密的約定                | 坪田文   | 誌村宏明        | 加藤顕   | 池田有、村上安人 川島                 | 2月7日         |
| 第10話 |          | 雨過天青美麗彩虹                       | 雨過天青 美麗彩虹                 | 田口智子 | 近藤信宏        | 矢花馨   | 森本由布希                            | 2月8日         |
| 第11話 |          | 后冠盃大賽開幕                         | 后冠杯大賽開幕                    | 赤尾でこ | 石踊宏          | 關田修   | 空流邊廣子                            | 2月14日        |
| 第12話 |          | 勝利的后冠將落誰家！？                 | 勝利的后冠花落誰家                | 赤尾でこ | 京極彥          | 京極彥   | 石井由美子                            | 2月15日        |
| 第13話 |          | 安迪的眼淚                             | 安迪的眼淚                        | 井内秀治 | 井内秀治        | 關田修   | 竹知仁美                              | 2月21日        |
| 第14話 |          | 美音 Switch On                         | 美音 Switch On                    | 村上桃子 | 本田敬一 川島   | 德本善信 | 本田敬一                              | 2月22日        |
| 第15話 |          | 熊熊燃燒的炙熱之心！                   | 熊熊燃燒的炙熱之心                | 伊福部崇 | 藤原良二        | 江島泰男 | 村上安人、空流邊廣子                  | 2月28日        |
| 第16話 |          | 咪咪的考驗                             | 咪咪的考驗                        | 田口智子 | 近藤信宏        | 岩田義彥 | 加野晃                                | 2月29日        |
| 第17話 |          | HappyLucky的夏天就要進行蛋糕製作特訓！ | 快樂幸運的夏天 要進行蛋糕製作特訓 | 坪田文   | 矢花馨          | 小林浩輔 | 日高真由美、古池敏也                  | 3月6日         |
| 第18話 |          | 夜空中綻放的戀愛火花                   | 夜空中綻放的戀愛火花              | 村上桃子 | 徳本善信        | 徳本善信 | 新保卓郎                              | 3月7日         |
| 第19話 |          | 雙人組拍板定案！命運的女孩間・約會     | 雙人組有決定 命運少女的約會       | 伊福部崇 | 藤原良二        | 加藤顕   | 池田有、空流邊廣子                    | 3月13日        |
| 第20話 |          | 對手是關西女孩！莎莉娜與花音登場       | 對手是關西少女 莎莉娜和花音出場   | 赤尾でこ | 京極彥          | 京極彥   | 石井ゆみこ、本多みゆき 星野玲香       | 3月14日        |
| 第21話 |          | 夏季天后盃風暴                         | 夏季天后杯風暴                    | 赤尾でこ | 青葉讓          | 關田修   | 空流邊廣子                            | 3月20日        |
| 第22話 |          | 將冰刀座的祝福送給你！                 | 將冰刀座的祝福送給你              | 坪田文   | 矢花馨          | 酒井和男 | 糸島雅彦                              | 3月21日        |
| 第23話 |          | MARs緊張興奮演藝界出道                 | MARs緊張興奮演藝界出道            | 田口智子 | 近藤信宏        | 江島泰男 | 村上泰民、小林亮                      | 3月27日        |
| 第24話 |          | 學校旅行中的搞笑大對決                 | 學校旅行中的搞笑大對決            | 村上桃子 | 石踊宏          | 三好正人 | 森本由布希                            | 3月28日        |
| 第25話 |          | 友情的誓言！極光的翅膀                 | 友情的誓言 極光的翅膀             | 井內秀治 | 藤原良二        | 徳本善信 | 柳瀨讓二、空流邊廣子                  | 4月3日         |
| 第26話 |          | 揉合大團結！一決勝負的星光料理         | 揉合大團結！決勝負的星光料理      | 赤尾でこ | 青葉讓          | 青葉讓   | 川島                                  | 4月4日         |
| 第27話 |          | 南國沙灘的海豚維納斯                   | 南國沙灘海豚維納斯                | 伊福部崇 | 誌村宏明        | 關田修   | 空流邊廣子、工藤利春                  | 4月10日        |
| 第28話 |          | 給頑固老爹一個蜂蜜的甜吻               | 給頑固叔叔一個蜂蜜的甜吻          | 村上桃子 | 藤原良二        | 根岸宏樹 | 玉利和枝                              | 4月11日        |
| 第29話 |          | 跳躍三重奏！Hip Hop Win！              | 跳躍三重奏 Hip Hop Win            | 井內秀治 | 井內秀治        | 徳本善信 | 新保卓郎                              | 4月17日        |
| 第30話 |          | 緊張刺激的萬聖節就是要讓妳心跳加快☆    | 緊張刺激的萬聖節令妳心跳加速      | 坪田文   | 京極彥          | 京極彥   | 石井由美子                            | 4月18日        |
| 第31話 |          | 艾菈與芙蕾雅，攜手合作♥                | 艾菈與芙蕾雅攜手合作              | 田口智子 | 藤原良二        | 加藤顕   | 池田有                                | 4月24日        |
| 第32話 |          | 爆笑！莎莉音淺草相聲修行               | 莎莉音淺草相聲修行                | 伊福部崇 | 徳本善信        | 徳本善信 | 伊藤大翼、稲吉朝子 空流辺広子         | 4月25日        |
| 第33話 |          | 艾菈遇見神祕女孩                       | 艾菈遇見神奇少女                  | 赤尾でこ | 近藤信宏        | 關田修   | 空流邊廣子                            | 5月1日         |
| 第34話 |          | 這是愛情嗎！？演藝圈戀愛大戰           | 這就是愛情？演藝圈戀愛大戰        | 村上桃子 | 矢花馨          | 矢花馨   | 糸島雅彦                              | 5月2日         |
| 第35話 |          | MARs夢幻演唱會！                       | MARs的夢幻演唱會                  | 坪田文   | 藤原良二        | 小林浩輔 | 日高真由美、古池敏也                  | 5月8日         |
| 第36話 |          | 小要是天使？還是惡魔？                 | 小要是天使？還是惡魔？            | 赤尾でこ | 青葉讓          | 德本善信 | 新保卓郎                              | 5月9日         |
| 第37話 |          | 決鬥！水晶高跟鞋杯                     | 決鬥 水晶高跟鞋杯大賽             | 赤尾でこ | 青葉讓          | 京極彥   | 渡邊慎一、藤田明                      | 5月15日        |
| 第38話 |          | 降下奇蹟之雪的夜晚                     | 降下奇蹟之雪的夜晚                | 井內秀治 | 井內秀治        | 根岸宏樹 | 玉利和枝                              | 5月16日        |
| 第39話 |          | 新春特輯・星光時尚秀魅力大解析！         | 新春特輯Prism Show 魅力大拆解     | 坪田文   | 德本善信        | 德本善信 | 池田有                                | 5月22日        |
| 第40話 |          | 各自的決心                             | 各自的決心                        | 伊福部崇 | 青葉讓          | 德本善信 | 石井由美子                            | 5月23日        |
| 第41話 |          | 晶瑩華麗婚紗的心願                     | 晶瑩華麗婚紗的心願                | 赤尾でこ | 矢花馨          | 三好正人 | 森本由布希                            | 5月29日        |
| 第42話 |          | 小旋與小曲、命運的重逢                 | 小旋和小曲命運的重逢              | 田口智子 | 藤原良二 青葉讓 | 關田修   | 空流邊廣子                            | 5月30日        |
| 第43話 |          | 友情的晶瑩純白婚紗                     | 友情的晶瑩純白婚紗                | 村上桃子 | 誌村宏明        | 加藤顯   | 奧野浩行                              | 6月5日         |
| 第44話 |          | 甜蜜又苦澀的情人節                     | 又甜又苦的情人節                  | 赤尾でこ | 青葉讓          | 徳本善信 | 新保卓郎                              | 6月6日         |
| 第45話 |          | 尋找光芒，前往布宜諾斯艾利斯           | 尋找光芒 前進布宜諾斯艾利斯       | 坪田文   | 京極彥          | 京極彥   | 渡邊慎一                              | 6月12日        |
| 第46話 |          | 對決！艾菈vs小旋                       | 對決吧 艾菈與小旋                 | 井內秀治 | 井內秀治 青葉讓 | 徳本善信 | 川島尚、伊藤大翼 糸島雅彥、新保卓郎     | 6月13日        |
| 第47話 |          | 總決賽資格戰                           | 總決賽資格戰                      | 伊福部崇 | 藤原良二 青葉讓 | 綿田慎也 | Park Chan-Young Cha Sang-Hoon 池田有  | 6月19日        |
| 第48話 |          | 小曲的冬天                             | 小曲的冬天                        | 坪田文   | 矢花馨 青葉讓   | 關田修   | 空流邊廣子                            | 6月20日        |
| 第49話 |          | 飛舞吧！極光之翼                       | 飛舞吧 極光之翼                   | 赤尾でこ | 青葉讓          | 加藤顯   | 石井由美子                            | 6月26日        |
| 第50話 |          | 新任星光天后誕生！                     | 新一任星光天后的誕生              | 赤尾でこ | 青葉讓          | 德本善信 | 森本由布希                            | 6月27日        |
| 第51話 |          | 永不停止的夢想                         | 夢想延續                          | 坪田文   | 京極尚彥        | 京極尚彥 | 新保卓郎                              | 7月3日         |

### 播放電視台
| 日本 東京電視台 星期六 10:00-10:30 節目                   | 日本 東京電視台 星期六 10:00-10:30 節目          | 日本 東京電視台 星期六 10:00-10:30 節目 |
| --------------------------------------------------------- | ------------------------------------------------ | --------------------------------------- |
|                                                           | 星光少女 極光之夢 （2011年4月9日─2012年3月31日） |                                         |
| Keroro軍曹（第七季） 10:00-10:15 SD鋼彈三國傳 10:15-10:30 | 星光少女 Dear My Future                          |                                         |

| 台灣 東森幼幼台 星期六 17:30-18:00 節目 2012年6月30日暫停播出 2012年7月15日改為星期日 09:00-09:30 | 台灣 東森幼幼台 星期六 17:30-18:00 節目 2012年6月30日暫停播出 2012年7月15日改為星期日 09:00-09:30 | 台灣 東森幼幼台 星期六 17:30-18:00 節目 2012年6月30日暫停播出 2012年7月15日改為星期日 09:00-09:30 |
| ------------------------------------------------------------------------------------------------- | ------------------------------------------------------------------------------------------------- | ------------------------------------------------------------------------------------------------- |
|                                                                                                   | 星光少女 極光之夢 （2011年7月23日─2012年7月15日）                                                 |                                                                                                   |
| 海綿寶寶 重播                                                                                     | 海綿寶寶 重播                                                                                     |                                                                                                   |

| 台灣 靖天卡通台 星期一至五 18:00﹣19:00 節目 | 台灣 靖天卡通台 星期一至五 18:00﹣19:00 節目 | 台灣 靖天卡通台 星期一至五 18:00﹣19:00 節目 |
| -------------------------------------------- | -------------------------------------------- | -------------------------------------------- |
|                                              | 星光少女 極光之夢 （2014年6月16日─）         |                                              |
| 絢爛舞踏祭                                   | 光速大冒險PIPOPA                             |                                              |

| 香港 翡翠台 星期二、三 17:20﹣17:50 節目 2月21日及4月4日 17:20﹣17:35 5月22日 17:20﹣17:40                    | 香港 翡翠台 星期二、三 17:20﹣17:50 節目 2月21日及4月4日 17:20﹣17:35 5月22日 17:20﹣17:40 | 香港 翡翠台 星期二、三 17:20﹣17:50 節目 2月21日及4月4日 17:20﹣17:35 5月22日 17:20﹣17:40 |
| --- | ------------------------------------------------------------------------------------------ | ------------------------------------------------------------------------------------------ |
| | 星光少女 （2012年1月10日─2012年7月3日）                                                    |                                                                                            |
| 寶石寵物III                                                                                                   | 寶石寵物IV                                                                                 |                                                                                            |
| 香港 無綫兒童台 星期一至五 08:30﹣09:00 節目                                                                  |                                                                                            |                                                                                            |
| 媽媽是小學四年生                                                                                              | 星光少女 （2013年2月26日─2013年5月7日）                                                    | 寶石寵物II                                                                                 |
| 香港 無綫兒童台 星期一至五 07:30﹣08:00 節目                                                                  |                                                                                            |                                                                                            |
| 寶石寵物III                                                                                                   | 星光少女 （2013年11月25日─2014年2月3日）                                                   | 星光少女‧美夢成真                                                                          |
| 香港 TVB Window 星期一至五 07:00－07:30 節目                                                                  |                                                                                            |                                                                                            |
| 光之美少女 | 星光少女 （2014年2月6日－2014年4月17日）                                                   | 花漾明星III                                                                                |
| 香港 翡翠台 星期一至六 06:00﹣06:25 節目 6月12日、7月1日、7月2日、7月9日、7月10日停播 7月14日臨時節目調動停播 |                                                                                            |                                                                                            |
| 寶石寵物II 重播                                                                                               | 星光少女 重播 （2014年5月15日－7月19日）                                                   | 婆媽女婿                                                                                   |
| 翡翠台 星期一至五 16:15－16:50 節目 9月23日、10月19日臨時節目調動停播                                         |                                                                                            |                                                                                            |
| 夢夢貓 重播                                                                                                   | 星光少女 重播 （2022年8月18日－10月31日）                                                  | 寶石寵物 重播                                                                              |
| Hands Up Channel 每日 07:55－08:20 節目                                                                       |                                                                                            |                                                                                            |
| 星光樂園IV | 星光少女 第1-49集 （2022年12月19日－2023年2月5日）                                         | 櫻桃小丸子                                                                                 |
| 香港 翡翠台 星期一至五 16:20－16:50 節目                                                                      |                                                                                            |                                                                                            |
| 紙箱戰機Wars 重播 （2025年1月2日 – 2月25日）                                                                  | 星光少女 重播 （2025年2月26日 – 5月7日）                                                   | 櫻桃小丸子                                                                                 |

## 關連條目
- 總條目 - 星光少女
- 第二季 - 星光少女 Dear My Future
- 第三季 - 星光少女 Rainbow Live
- 第四季 - 星光少女 All Star Selection

## 外部連結
- （日語）動畫官網※音量注意
- （日語）東京電視台《星光少女 極光之夢》官網 （页面存档备份，存于）